# Cerchiaraïta-(Mn)
La cerchiaraïta-(Mn) és un mineral de la classe dels silicats que pertany al grup de la cerchiaraïta. Va rebre el nom per la mina Cerchiara (Itàlia), la seva localitat tipus. L'any 2013 es va afegir al nom un sufix arran del descobriment dels anàlegs de ferro i alumini.

## Característiques
La cerchiaraïta-(Mn) és un silicat de fórmula química Ba₄Mn³⁺₄(Si₄O₁₂)O₂(OH)₄Cl₂[Si₂O₃(OH)₄]. Va ser aprovada com a espècie vàlida per l'Associació Mineralògica Internacional l'any 2000. Cristal·litza en el sistema tetragonal. La seva duresa a l'escala de Mohs es troba entre 4 i 5. És l'anàleg amb manganès de la cerchiaraïta-(Al) i la cerchiaraïta-(Fe), de les quals és isostructural. És una espècie relacionada amb la bobmeyerita i l'ashburtonita.
Segons la classificació de Nickel-Strunz, la cerchiaraïta-(Mn) pertany a «09.CF: Ciclosilicats amb enllaços senzills de 4 [Si₄O₁₂]8-, amb anions complexos aïllats» juntament amb els següents minerals: ashburtonita, kainosita-(Y), clinofosinaïta, fosinaïta-(Ce) i strakhovita.
L'exemplar que va servir per a determinar l'espècie, el que es coneix com a material tipus, es troba conservat a la Universitat de Gènova (Itàlia).

## Formació i jaciments
Va ser descoberta a la mina Cerchiara, situada a la localitat de Borghetto di Vara, a la província de La Spezia (Ligúria, Itàlia). També ha estat descrita a la mina Woods, al comtat d'Inglis (Nova Gal·les del Sud, Austràlia). Aquests dos indrets són els únics de tot el planeta on ha estat descrita aquesta espècie mineral.